# Алтдорф (Доња Баварска)
Алтдорф (њем. Altdorf) град је у њемачкој савезној држави Баварска. Једно је од 35 општинских средишта округа Ландсхут. Према процјени из 2010. у граду је живјело 11.172 становника. Посједује регионалну шифру (AGS) 9274113.

## Географија
Алтдорф се налази у савезној држави Баварска у округу Ландсхут. Град се налази на надморској висини од 396 метара. Површина општине износи 23,0 km².

## Становништво
У самом граду је, према процјени из 2010. године, живјело 11.172 становника. Просјечна густина становништва износи 485 становника/km².

## Међународна сарадња
| Мјесто | Држава    | Врста сарадње | Од    |
| ------ | --------- | ------------- | ----- |
|        | Француска | контакт       | 2000. |
| Извор  |           |               |       |